# 郝尚久
郝尚久（?—1654年），明末清初人。追隨李成棟降清後，鎮守潮州。
南明永曆年間，授新泰侯，鎮守潮州。順治六年（1649年），隨李成棟反清，受封新泰伯，郝尚久圍攻饶平，施琅在饶平坚守月余，施琅的兩位從弟戰死。永曆四年（1650年）加封新泰侯。顺治七年李成棟敗亡，郝尚久降清，仍守潮州。後與郑鸿逵、鄭成功交惡。
順治九年八月，平南王尚可喜欲以南赣副将劉伯祿取代之，尚久不服抗命，由郭之奇策動全潮反正歸明，於順治十年三月十五日拘押惠潮巡道沈時、知府薛信辰，下令解辮裹網束帶，於金山頂“凿井百余尺，可饮万人”。永曆四年六月，鄭成功以郝尚久立場「不清不明」為由，出兵攻击潮州，同年閏八月，靖南王耿繼茂與清將哈哈木率十萬清军再次攻入广东，尚久背腹受敌。九月十三日夜裡，潮州城破，郝退守金山，旗兵王安邦引清兵上金山，尚久见大势已去，與子郝尧同投古井自盡。清兵“屠城，斩杀无算”，史稱潮州之屠，死傷十萬人。。